# Plaza Sah Abás
La Plaza Sah Abás (en azerí: Şah Abbas meydanı) es una plaza ubicada en el centro histórico de la ciudad de Ganja en Azerbaiyán. Una vez fue el principal complejo conmemorativo del suburbio de la Fortaleza de Ganja. El complejo de la plaza Sah Abás se mencionó por primera vez en el plano de 1797 de la fortaleza de Ganja. Ubicado en el centro del suburbio, este complejo arquitectónico constaba de una mezquita, un baño turco y otros edificios.
El área de 65x320 metros en dirección noreste y suroeste tiene forma rectangular irregular. La Mezquita Sah Abás se encuentra en la estrecha parte sureste de la plaza. Las secciones noroeste y sureste de la plaza consisten en estructuras arqueadas que se utilizan como tiendas. En el lado sureste de las tiendas había varios edificios con jardines mixtos.

## Historia
El complejo de la plaza Sah Abás se mencionó por primera vez en el plano de 1797 de la fortaleza de Ganja. Ubicado en el centro del suburbio, este complejo arquitectónico constaba de una mezquita, un baño turco y otros edificios. El área de 65x320 metros en dirección noreste y suroeste tiene forma rectangular irregular. La Mezquita Sah Abás se encuentra en la estrecha parte sureste de la plaza. El ancho del cuadrado aquí se extiende a 54 metros y a 85 metros en el lado opuesto. La plaza está rodeada de plátanos por los cuatro costados. Las secciones noroeste y sureste de la plaza consisten en estructuras arqueadas que se utilizan como tiendas. En el lado sureste de las tiendas había varios edificios con jardines mixtos. Algunos fueron marcados en el plano de 1797 como un bazar, otros como una "fábrica de seda y papel".
En la parte noroeste de la plaza había un gran complejo de bazar de forma cuadrada, con su puerta central frente a la plaza Sah Abás. La madrasa de Ganja estaba ubicada junto a la mezquita Sah Abás. Había una tumba detrás de la mezquita, en la parte occidental, y un poco más lejos estaba el Chokak Hamam.

## Galería

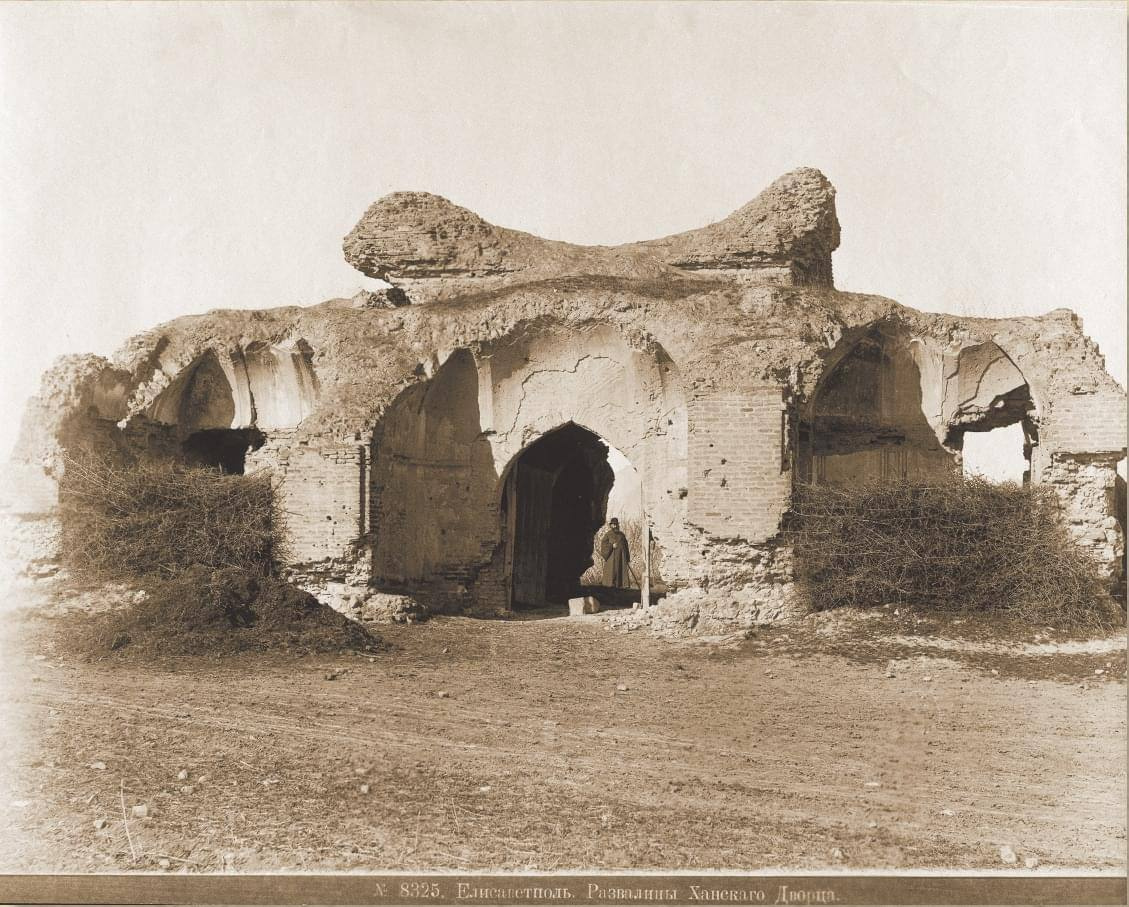
Ruinas del Palacio de Ganja Kanes (finales del siglo XIX)
Filarmónica Estatal de Ganja
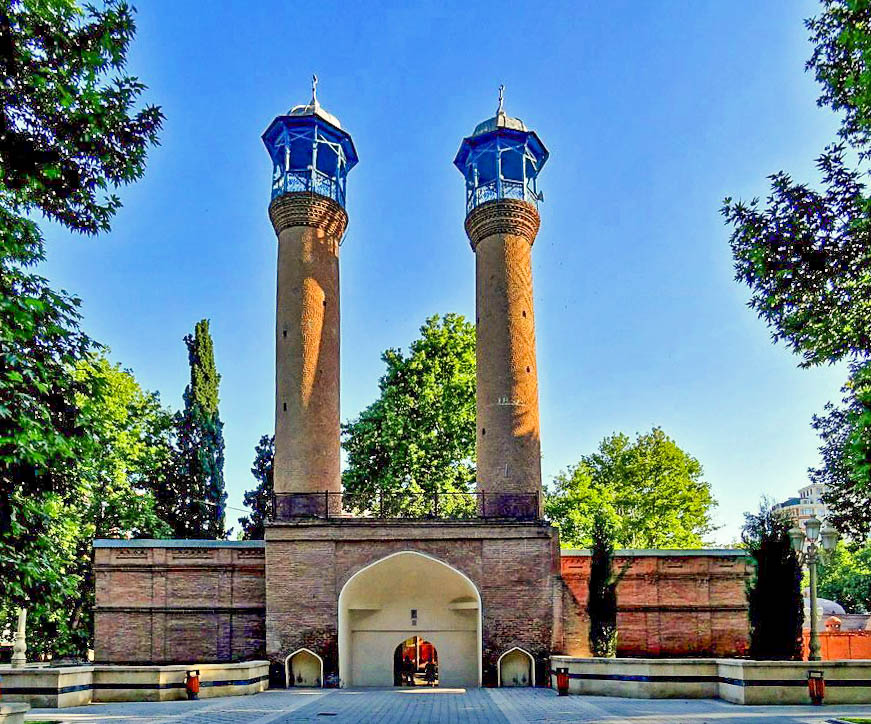
Mezquita Sah Abás
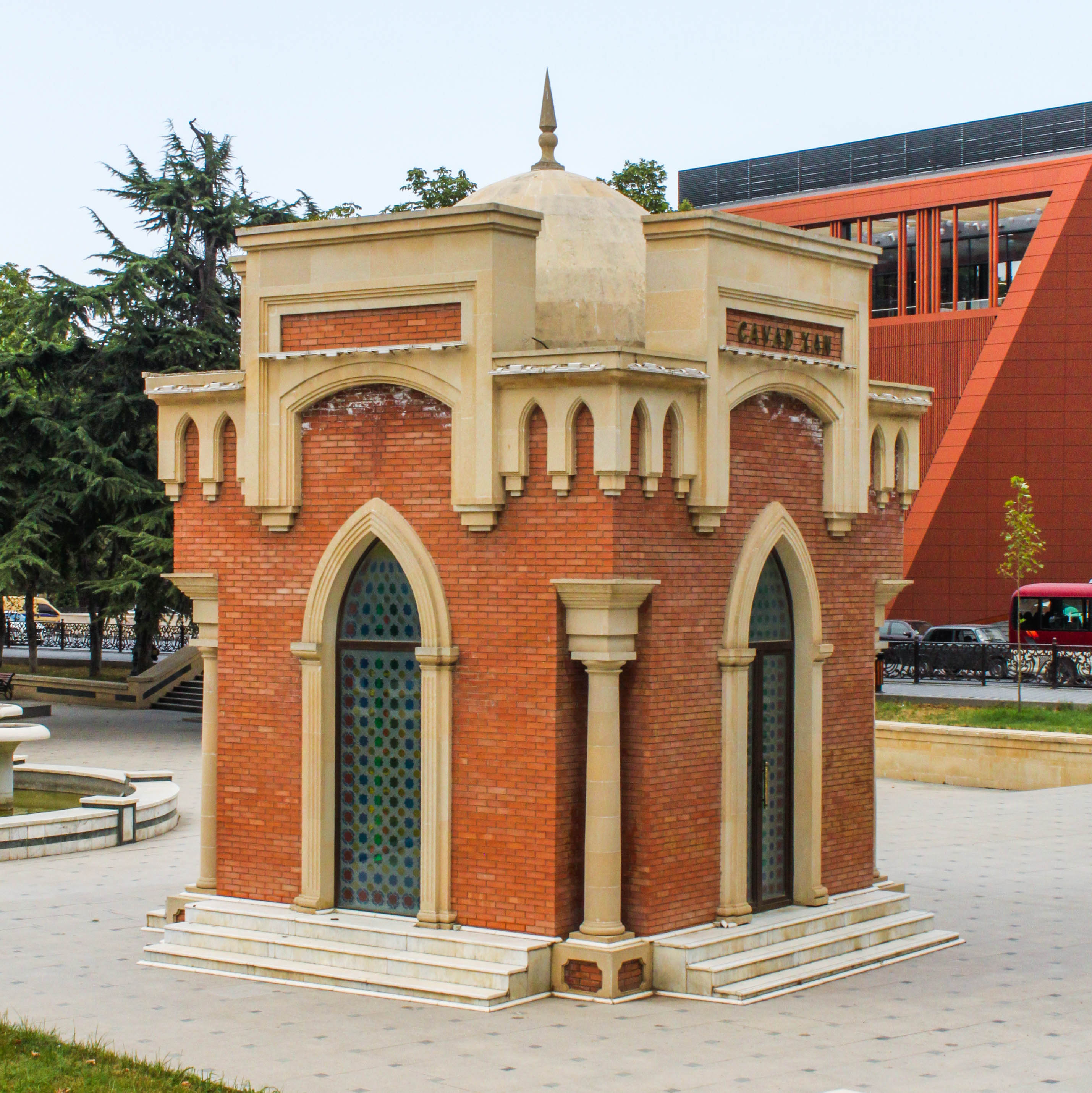
Tumba de Javad Khan
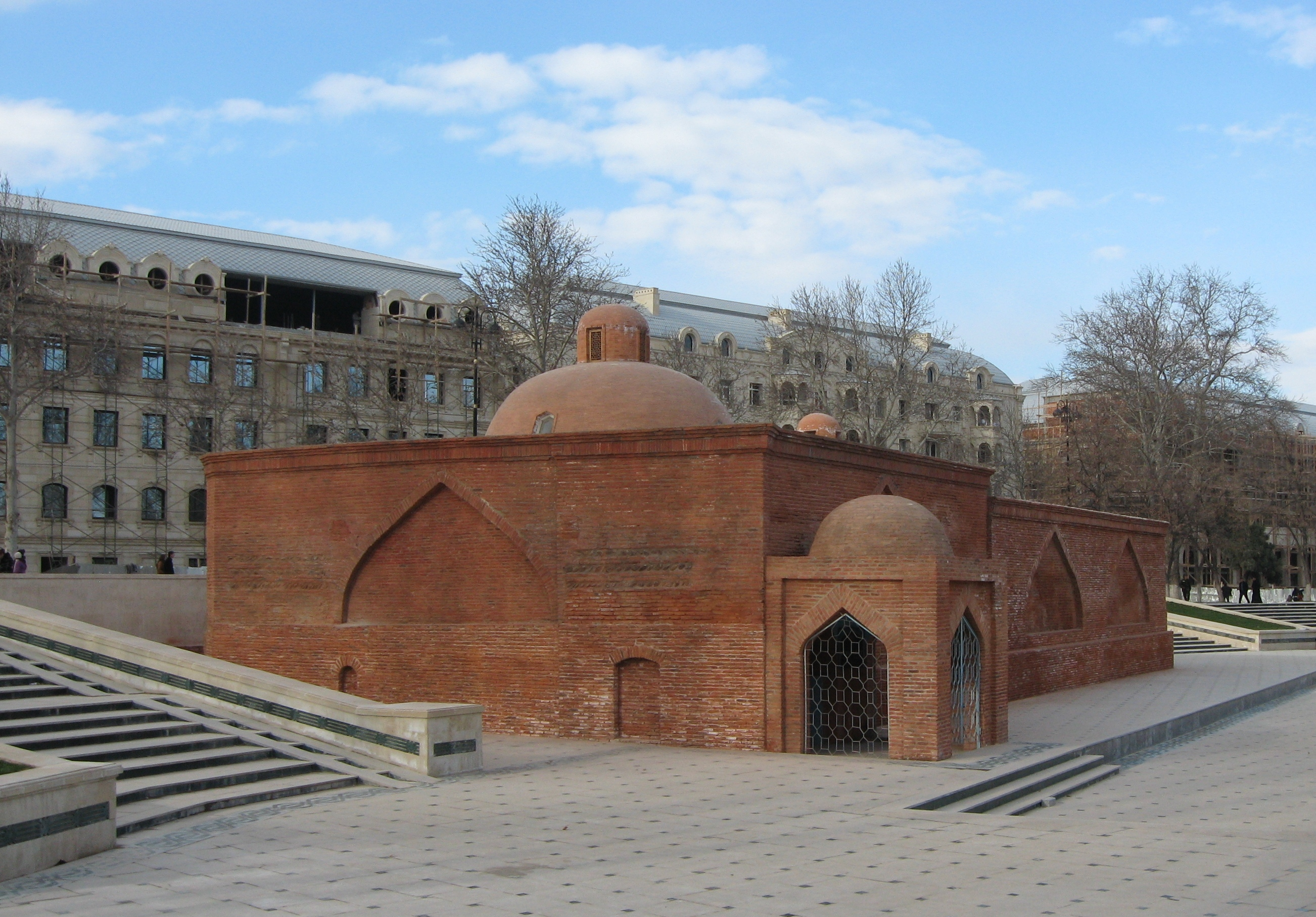
Chokak Hamam
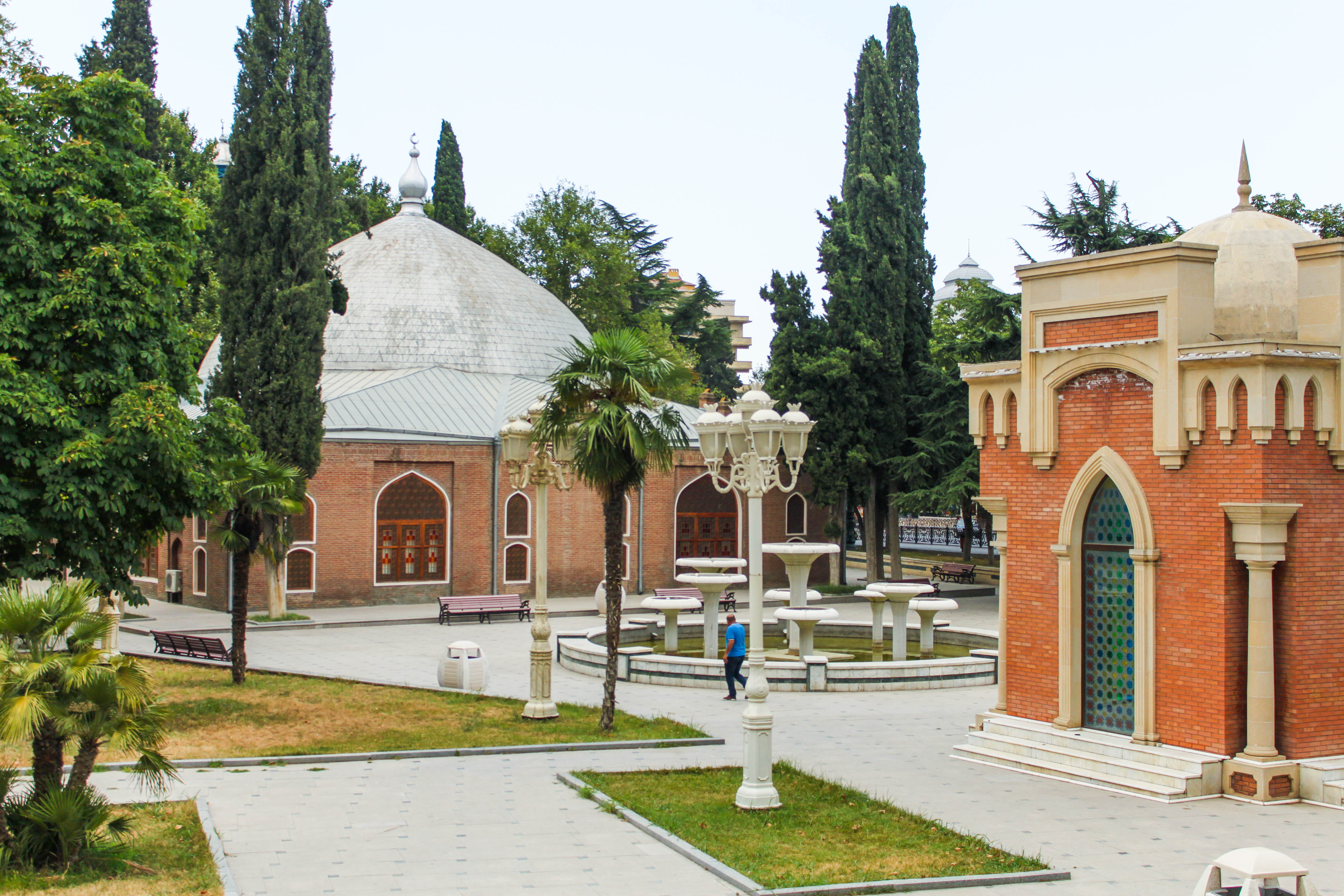
La Plaza Sah Abás en Ganja.